# Carl-Henri Morisset

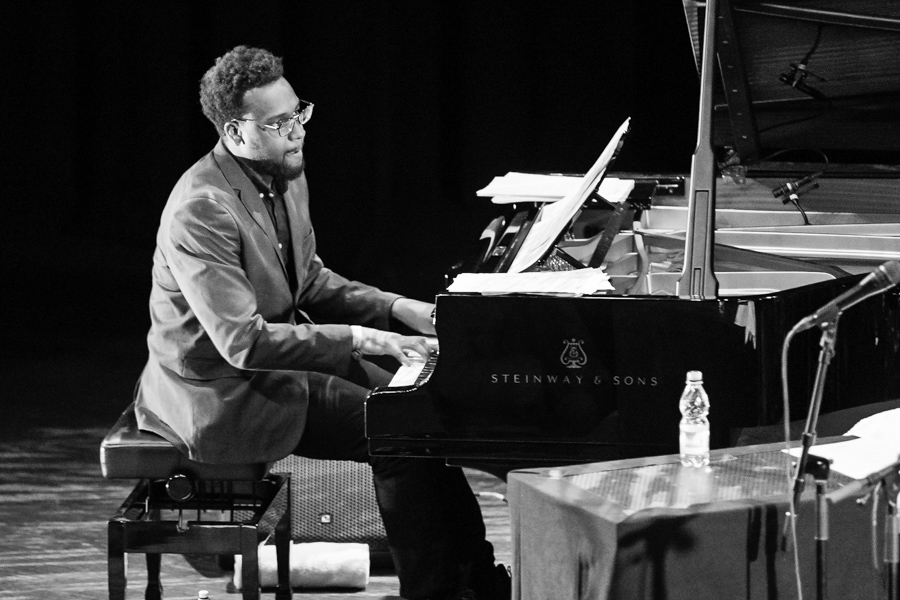
Carl-Henri Morisset (2019)
Bild: Tore Sætre

Carl-Henri Morisset (* 1993 in Seine-et-Marne) ist ein französischer Jazzmusiker (Piano, Komposition).
Morisset begann mit acht Jahren Klavier zu spielen. Bis 2011 absolvierte er eine musikalische Berufsausbildung am Konservatorium in Val Maubuée. Im Folgejahr wurde er am Conservatoire National Supérieur de Musique et de Danse in Paris aufgenommen, wo er 2014 seinen Bachelor machte; er studierte bei Riccardo Del Fra, Pierre de Bethmann, Hervé Sellin, Glenn Ferris und Dré Pallemaerts.
Seit 2014 gehört Morisset zum Quintett von Riccardo Del Fra, mit dem er verschiedene Programme in Europa aufführte, aber auch zum Quartett von  Archie Shepp sowie zu dessen Attica Blues Big Band. Seit 2015 ist er auch an dem kollaborativen Quartett H! mit Bastien Weeger, Elie Martin-Charrière und Etienne Renard beteiligt. Auch arbeitete er mit Ricky Ford, Steve McCraven, Reggie Washington, Daryl Hall, Daniel Humair, Eddie Gomez, Larry Grenadier, Eddie Henderson und Bobby Few. Er ist auch auf Alben von Riccardo Del Fra, Thomas Bramerie und Pierrick Pédron zu hören.